# 1877 en musique
| \| • Retour à la chronologie générale de la musique populaire • \| |
| XXIe siècle • XXe siècle • XIXe siècle • XVIIIe siècle XVIIe siècle • XVIe siècle • XVe siècle • XIVe siècle XIIIe siècle • XIIe siècle • XIe siècle • Xe siècle IXe siècle • VIIIe siècle • Haut Moyen Âge • Rome • Grèce |
| • Retour à la chronologie générale de la musique populaire • |

| • Retour à la chronologie générale de la musique populaire • |

| Années de la musique populaire : 1874 - 1875 - 1876 - 1877 - 1878 - 1879 - 1880    |
| Décennies de la musique populaire : 1840 - 1850 - 1860 - 1870 - 1880 - 1890 - 1900 |

## Événements et œuvres
- 19 décembre : Thomas Edison dépose le brevet du phonographe.
- Chiquinha Gonzaga compose la polka Atraente au piano, dans le style choro.
- La chanson militante Le Drapeau rouge est écrite  à Berne par Paul Brousse, sur la musique d'une chanson de Suisse, Armons-nous enfants de l'Helvétie.

## Publications

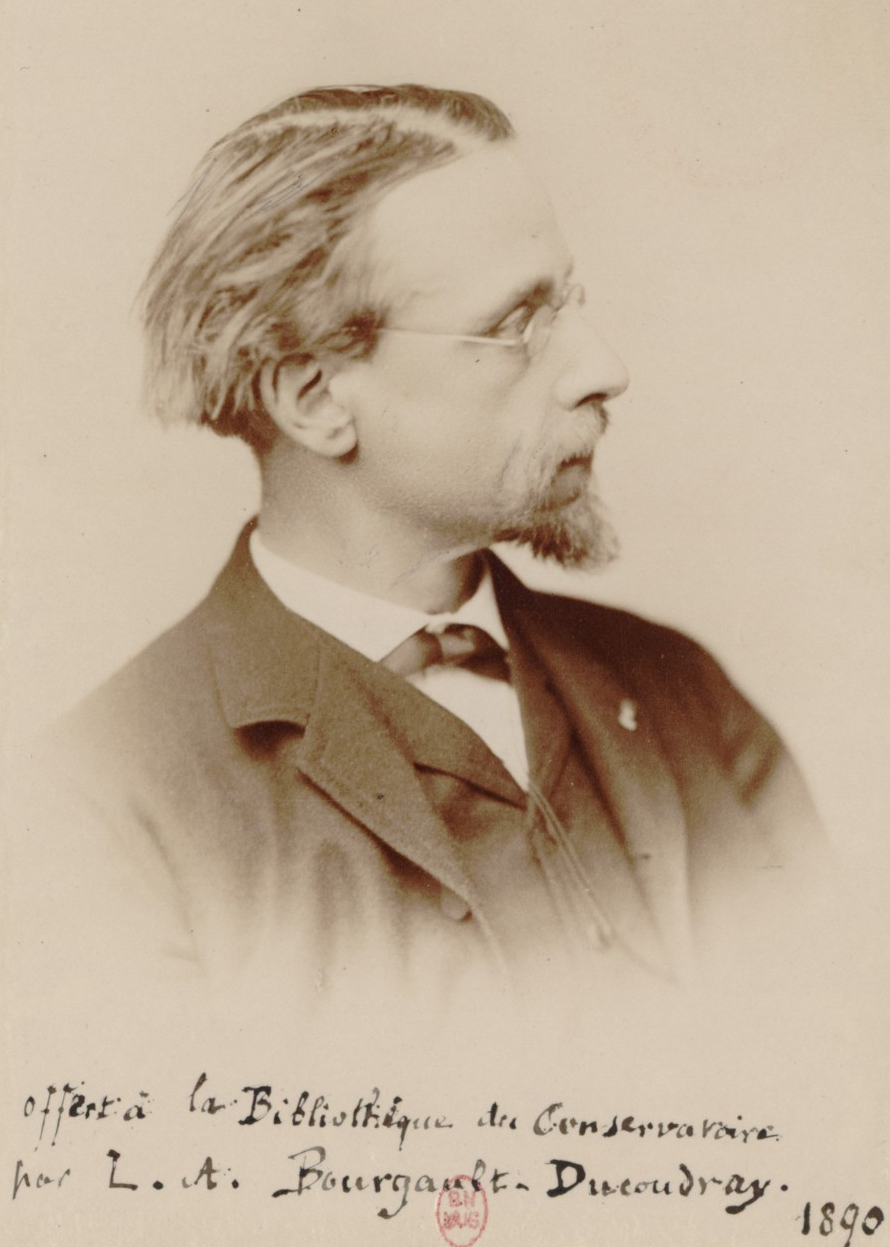
Louis-Albert Bourgault-Ducoudray en 1890.

- Louis-Albert Bourgault-Ducoudray, Trente mélodies populaires de Grèce et d'Orient[1].

## Naissances
- 25 février : Erich von Hornbostel, ethnomusicologue et historien de la musique autrichien, qui a conçu avec Curt Sachs le système Hornbostel-Sachs pour la classification des instruments de musique, mort en 1935.
- 25 mai : 
  - Billy Murray, chanteur américain, mort en 1954.
  - Bill Robinson, danseur de claquettes américain, mort en 1949.
- 2 juillet : Goulebenéze, poète et chansonnier français de Charente, mort en 1952.
- 6 septembre : Buddy Bolden, musicien et chef d'orchestre de jazz américain, mort en 1931.
- 8 septembre : Jacques Martel, poète et chansonnier français, mort en 1941.

## Décès
- 19 janvier : Félix Dutertre de Véteuil, auteur de vaudevilles et chansonnier français, né vers 1810.
- 14 octobre : Gustave Mathieu, poète, chansonnier et goguettier français, né en 1808.
- 2 novembre : Tomás el Nitri, chanteur gitan espagnol de flamenco, né en 1838.